# Benzidamina
Benzidamina, na forma de cloridrato de benzidamina é o princípio activo dos medicamentos com designação comercial Benflogin®, Flogoral® e Tantum Verde®. É um analgésico e anti-inflamatório, não esteroidal. Quimicamente é relacionado com as pirazolonas e seu mecanismo de ação é a inibição da ciclooxigenase. No Brasil, devido ao uso abusivo na apresentação de uso sistêmico, esta droga foi incluída na Lista de Substâncias Sujeitas a Controle Especial pela Anvisa, exceto as formas farmacêuticas de uso tópico.

## Aplicação
- Anti-inflamatório
- Doenças periodontais
- Coceiras em crianças

## Doses usuais
As doses médias aplicadas per os são de 50 mg, administradas de 8 em 8 horas. Dependendo da patologia o médico pode reajustar a dose até um limite de 300 mg/dia. Todavia, os efeitos por via oral em comparação a outros anti-inflamatórios não estereoidais são farmacologicamente de menor grau.
As doses utilizadas em colutórios e pastilhas para dores de garganta são bem menores.

## Uso recreativo
A superdosagem do cloridrato de benzidamina, a partir de 500 mg/dia, causa efeitos alucinógenos, intensificando se ingerido juntamente com bebidas alcoólicas, podendo provocar irritação estomacal e até mesmo hemorragia interna. Os efeitos visuais são semelhantes aos provocados pelo uso de ácido lisérgico (LSD). Ocorre o aumento da dopamina no cérebro, atuando no aumento de atividade do sistema limbico. As experiências armazenadas na memória afetiva sofrem deformações, causando alteração da percepção da realidade e conseqüentemente alucinações. A adulteração da forma farmacêutica da benzidamina como, por exemplo, macerada fornecendo um pó branco ou desgastada na superfície, pode ser confundida com o pó de cocaína ou com comprimidos de êxtase, respectivamente, tendo inclusive sido registradas solicitações para identificação destes ativos em amostras suspeitas. Os efeitos mais relatados são as luzes coloridas após a movimentação do olhos e o efeito em câmera lenta, conhecido pelos usuários como "Efeito Bruce Lee", no qual são visualizadas cenas em câmera lenta.
Como alucinógeno e estimulante, o uso prolongado causa insônia, náuseas, aceleração dos batimentos cardíacos, movimentos involuntários de diversos músculos, inibição do apetite, retorno das alucinações após uso, lapsos de memória, sequelas mentais (alucinações de passagem rápida) dentre outros, podendo durar o efeito até 48 horas.